# Matrei in Osttirol Land
Matrei in Osttirol Land ist eine der beiden Katastralgemeinden der Marktgemeinde Matrei in Osttirol.

## Geographie
Die Katastralgemeinde Matrei in Osttirol Land umfasst mit Ausnahme des Matreier Marktes und der Fläche der Isel vor der Einmündung des Tauernbaches das gesamte Gemeindegebiet der Gemeinde Matrei in Osttirol. Die Katastralgemeinde umfasst damit im oberen Iseltal (von Süden nach Norden) die Ortschaften Kienburg, Huben, Moos, Feld, Mattersberg, Klausen und Seblas, im Matreier Talkessel (ausgehend von Nordosten im Uhrzeigersinn) die Ortschaften Glanz, Hinterburg, Klaunz, Bichl, Waier und Ganz, im unteren Virgental die Ortschaft Zedlach und im Tauerntal (von Süden nach Norden) die Ortschaften Kaltenhaus (mit dem Weiler Stein), Proßegg, Hinteregg, Gruben, Berg, Raneburg und Tauer sowie das Gschlößtal mit den Almsiedlungen Innergschlöß und Außergschlöß.

## Geschichte
Matrei in Osttirol Land bildete bis 1938 eine eigenständige Gemeinde. Die Gemeinde war 1817 aus 16 ehemals eigenständigen Rotten gebildet worden und firmierte bis ins 20. Jahrhundert unter dem Namen Windisch-Matrei-Land. Erst nach der Machtübernahme der Nationalsozialisten wurde Matrei in Osttirol Land mit der bis dahin eigenständigen Gemeinde Matrei in Osttirol Markt zusammengelegt. Matrei in Osttirol Land blieb jedoch als Katastralgemeinde erhalten.

## Vorsteher der Landgemeinde
- Balthauser Brugger (1866–1869)
- Andrä Pötscher (1869–1872 bzw. 1875–1878)
- Josef Lottersberger (1872–1875)
- Johann Hinteregger (1878–1881)
- Andrä Steiner (1881–1896)
- Paul Steiner (1896–1899)
- Georg Mellitzer (1899–1908)
- Johann Holzer (1908–1911)
- Alban Bichler (1911–1914 bzw. 1919–1920)
- Andrä Brugger (1914–1919)
- Andrä Berger (1920–1922 bzw. 1928–1936)
- Gregor Lottersberger (1922–1928)
- Alban Bichler (1936–1938)